# عظمت کاستوبایف
عظمت کاستوبایف (به روسی: Азамат Кустубаев؛ زادهٔ ۱۴ ژوئن ۱۹۹۲)، کشتی‌گیر فرنگی‌کار و عضو تیم ملی قزاقستان است.
از افتخارات وی می‌توان به کسب مدال برنز بازی‌های آسیایی ۲۰۱۸ اشاره کرد.